# Marie-Christine Champenois
Marie-Christine Champenois (née le 3 mai 1955 à Bois-Colombes) est une athlète française, spécialiste du 400 mètres.

## Biographie
Elle est sacrée championne de France du 400 mètres en 1982 et championne de France en salle en 1980.
Elle détient le record de France en salle du relais 4 × 400 mètres de 1977 à 1991, en compagnie de Catherine Delachanal, Chantal Leclerc et Danièle Lairloup.